# Viriato Trágico

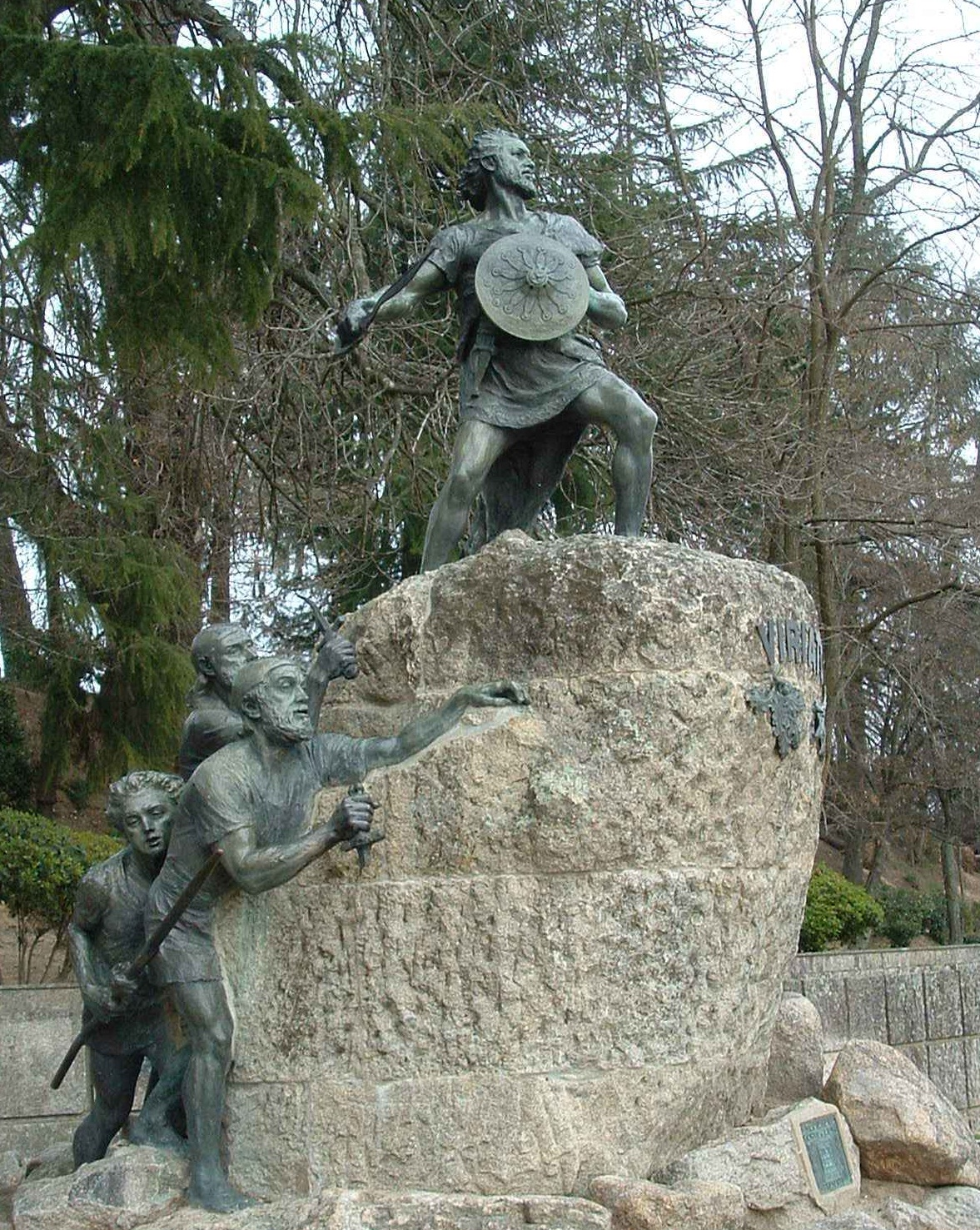
Pomnik Viriatusa w Viseu

Viriato Trágico – poemat epicki siedemnastowiecznego portugalskiego poety Brása Garcii de Mascarenhasa (1596-1656). Utwór składa się z dwudziestu pieśni. Jest skomponowany oktawą (oitava rima), czyli strofą ośmiowersową rymowana abababcc. Został opublikowany pośmiertnie w 1699 roku. Viriato Trágico zalicza się do grupy najważniejszych portugalskich eposów. Poemat przedstawia walkę Viriatusa, który przeciwstawiał się Rzymianom. Bohater walczył tak mężnie, że najeźdźcy nie mogli go pokonać inaczej niż za pomocą skrytobójstwa. Epos jest oceniany jako jeden z najlepszych, chociaż nie pierwszoplanowych dzieł epickich w literaturze portugalskiej XVII wieku.